# شركة البابطين للطاقة والاتصالات
شركة البابطين للطاقة والاتصالات هي شركة مساهمة سعودية، تأسست في السادس والعشرين من ديسمبر عام 1955، برأس مال يبلغ أربع مئة وخمس ملايين ريال سعودي، يتمثل نشاط الشركة في صناعة وتسويق الأعمدة والصواري، والإنارة ولوحات التوزيع، وأبراج الطاقة والاتصالات والهياكل المعدنية، وأنابيب الصلب، وأنظمة الري.حيث تم إدراج أسهم الشركة في السوق المالية السعودية (تداول) في 12 ديسمبر عام 2006م.

## تاريخ الشركة
يعود نشأة نشاط شركة البابطين للطاقة والاتصالات إلى منتصف الخمسينات. تم تحويل الشركة من شركة ذات مسؤولية محدودة إلى شركة مساهمة بموجب قرار وزير التجارة والصناعة رقم 1304 وتاريخ 27 جمادى الأول 1424هـ ( الموافق 27 يوليو 2003م) وتم طرح 30 % من أسهمها للإكتتاب العام في نهاية عام 2006م.

## نشاط الشركة
تمتلك شركة البابطين للطاقة والاتصالات عددا من المصانع في المملكة العربية السعودية وجمهورية مصر العربية وتقوم بتصميم وإنتاج أعمدة وصواري وفوانيس إنارة الشوارع والملاعب و الساحات وكذلك أبراج وأعمدة نقل الطاقة والاتصالات و المنشآت الحديدية وقد أسست الشركة في عام 1992م شركة سعودية كندية لخدمة قطاع الاتصالات في دول الخليج وشمال إفريقيا. وتقوم الشركة ببيع منتجاتها للأسواق المحلية والعالمية كما تملك الشركة محطة لاختبارات أبراج وأعمدة نقل الطاقة.

## الشركات التابعة
الشركات التابعة والشقيقة لشركة البابطين للطاقة والاتصالات:
- شركة البابطين للطاقة والاتصالات.
- شركة البابطين لبلانك لأنظمة الاتصالات المحدودة.
- شركة البابطين ليبلانك إيجيبت لهندسة الاتصالات.
- شركة البابطين لبلانك الإمارات لأنظمة الاتصالات.
- شركة البابطين للتجارة.
- شركة البابطين للإنارة وحلول الطاقة.
- شركة البابطين للمقاولات.